# Entheus priassus
Entheus priassus este o specie de fluture din familia Hesperiidae. Este întâlnită în America Centrală și de Sud. Se hrănește cu frunzele speciei  Gustavia superba (Lecythidaceae). 

## Subspecii
- Entheus priassus priassus (Surinam, French Guiana)
- Entheus priassus pralina Evans, 1952 (Brazil (Espírito Santo))